# Депортиво Эспаньол (Испания)
«Клуб Депортиво Эспаньол» (исп. Club Deportivo Español) — испанский футбольный клуб из города Вальядолид, основанный в 1923 году. Прекратил своё существование 20 июня 1928 года, объединившись с «Реал Унион Депортива» в «Реал Вальядолид».

## История
Команда была основана в 1924 году после слияния клубов «Эспаньола», «Рубия», «Расинг» и «Сан Ильдефонсо». Уже в 1925 году она добилась победы в Кастильско-леонском Региональном чемпионате под руководством Викториано Родригеса Васкеса де Прада, а два года спустя заняла второе место.

## Стадион
«Клуб Депортиво Эспаньол» проводил свои игры на поле в районе Ла Виктория в Вальядолиде.

## Детали клуба и достижения
- Участие в Кубке Испании: 2
- Чемпионство в Региональном чемпионате Кастельяно-Леонес: 1925

### Участие в Кубке Испании
«Клуб Депортиво Эспаньол» дважды принимал участие в Кубке Испании: в 1925 и 1927 годах.

#### 1925
| №. | Матч                                           |
| -- | ---------------------------------------------- |
| 1  | Клуб Депортиво Эспаньол 1 - 6 Сельта           |
| 2  | Стадиум Оветенсе 1 - 0 Клуб Депортиво Эспаньол |
| 3  | Сельта 7 - 2 Клуб Депортиво Эспаньол           |
| 4  | Клуб Депортиво Эспаньол 2 - 2 Стадиум Оветенсе |

#### 1927
| №. | Матч                                           |
| -- | ---------------------------------------------- |
| 1  | Клуб Депортиво Эспаньол 1 - 6 Сельта           |
| 2  | Стадиум Оветенсе 1 - 0 Клуб Депортиво Эспаньол |
| 3  | Сельта 7 - 2 Клуб Депортиво Эспаньол           |
| 4  | Клуб Депортиво Эспаньол 2 - 2 Стадиум Оветенсе |

| №. | Матч                                                 |
| -- | ---------------------------------------------------- |
| 1  | Химнастика Торрелавега 4 - 0 Клуб Депортиво Эспаньол |
| 2  | Клуб Депортиво Эспаньол 0 - 3 Сельта                 |
| 3  | Фортуна 4 - 3 Клуб Депортиво Эспаньол                |
| 4  | Клуб Депортиво Эспаньол 2 - 1 Фортуна                |
| 5  | Клуб Депортиво Эспаньол 1 - 1 Химнастика Торрелавега |
| 6  | Сельта 8 - 0 Клуб Депортиво Эспаньол                 |

### Международные матчи
- Клуб Депортиво Эспаньол 2 - 6  Моравска Славия Брно

## Бывшие игроки
- Антонио Кальво
- Эухенио де ла Фуэнте
- Паулино Алькантара

## Библиографические ссылки
- Real Valladolid, José Miguel Ortega, Madrid, Universo, ISBN 84-87142-32-X